# Touch My Hand
"Touch My Hand" é o terceiro single de David Archuleta para promover seu álbum auto-intitulado, lançado em 9 de Junho de 2009.

## Vídeo musical
O vídeo é constituído por apresentações da música em concertos da turnê e imagens dos bastidores em preto e branco.